# Голицына, Авдотья Ивановна
Княгиня Евдокия или Авдотья Ивановна Голицына, урождённая Измайлова (4 [15]  августа 1780, Москва — 18 [30] января 1850, Санкт-Петербург), известная под прозваниями «princesse Nocturne» («ночная княгиня») и «princesse Minuit» («княгиня полуночи») — одна из красивейших женщин своего времени, хозяйка литературного салона. Жена князя С. М. Голицына, владельца усадьбы Кузьминки.

## Молодые годы
Евдокия родилась в богатой знатной семье Измайловых, которая находилась в родстве с высшей аристократией — Юсуповыми,
Вяземскими, Гагариными, Нарышкиными. Её отец, генерал И. М. Измайлов (ум. 1787), начал службу в 1740 году и продолжил её в кирасирских полках, в день коронации Екатерины II исключен был из службы за преданность Пётру III, но впоследствии дослужился до сенатора. Мать Александра (1744—1791) была родной сестрой знаменитого знатока искусств князя Н. Б. Юсупова.
Евдокия рано осиротела и вместе с сестрой Ириной (1768—1848), в замужестве за Илларионом Ивановичем Воронцовым, воспитывалась в доме своего бездетного дяди — сенатора М. М. Измайлова, который ведал всеми строительными работами в Кремле и реставрацией памятников московской старины.
В доме дяди Евдокия получила блестящее для женщины того времени образование. Она была красива, умна и немного взбалмошна. Когда её стали вывозить в свет, она привлекала внимание многих.

## Замужество
19 июня 1799 года, по желанию императора Павла I, мужем Евдокии Измайловой стал князь Голицын Сергей Михайлович. При всём своём огромном богатстве простоватый, добродушный и некрасивый муж не мог заинтересовать блестящую, утончённую Евдокию Ивановну.

В 1800 году князь С. М. Голицын подвергся гневу Павла I и уехал с женой в Дрезден. В 1801 году Голицын вернулся в Россию, а Евдокия Ивановна, оставшись в Дрездене, написала мужу письмо, где объявила, что так как брак её был вынужденный, то она больше не согласна на совместное житьё. Вместе с сестрой и её малолетним сыном княгиня Голицына прожила несколько лет за границей. А. Я. Булгаков писал брату из Неаполя в 1803 году:
На сих днях приехала сюда княгиня Голицына. Она прекрасна: чёрные волосы, чёрные брови и чёрные глаза, зубы диковинные, рот, осанка прекрасны, хотя и дурно держится, только нос нехорош; одевается, говорит, смотрит — всё странно и не так, как другие. Весь Неаполь о ней говорит: она похожа на принцессу моей души; все здешние красавицы от неё упали и приуныли.

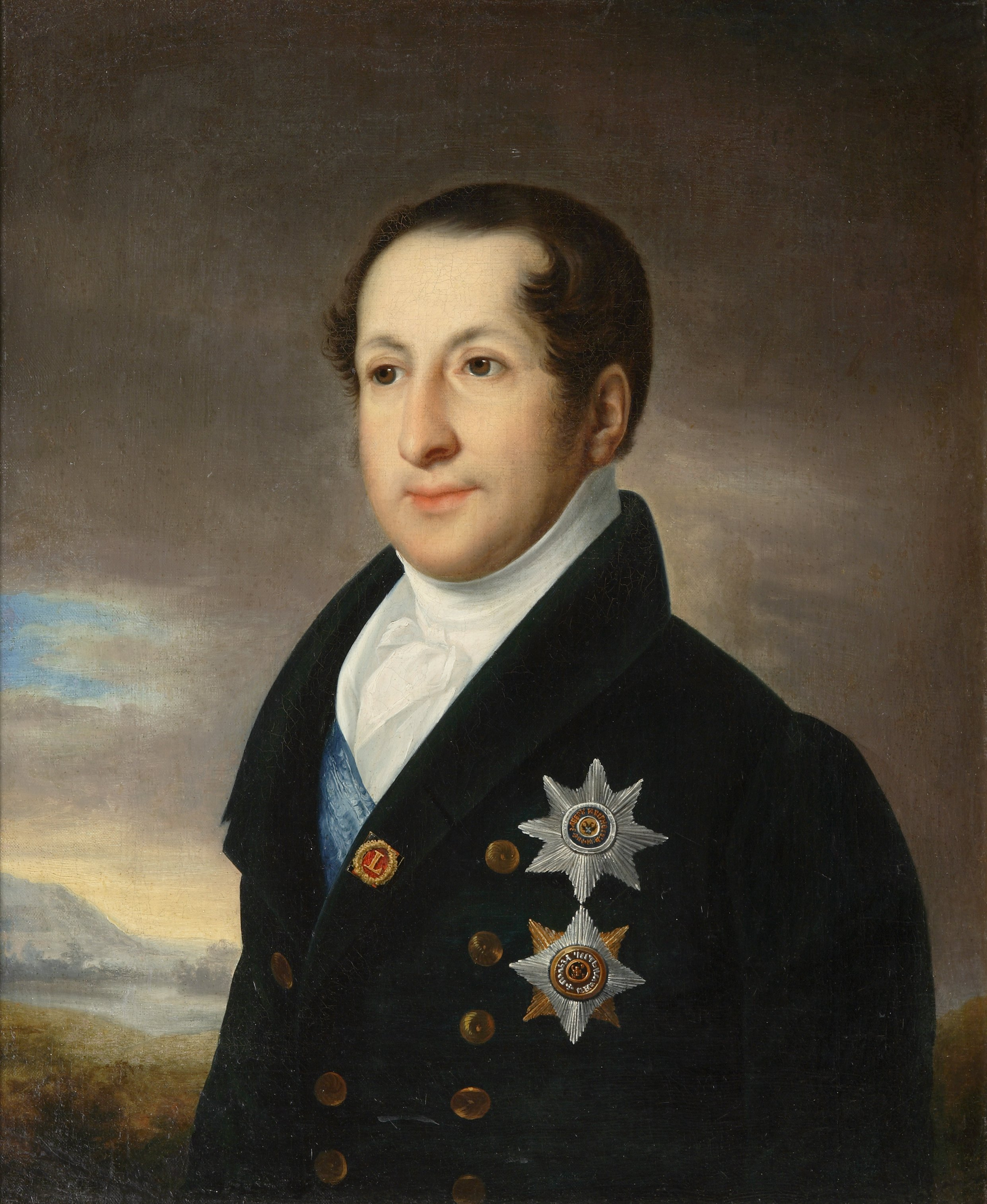
Сергей Голицын

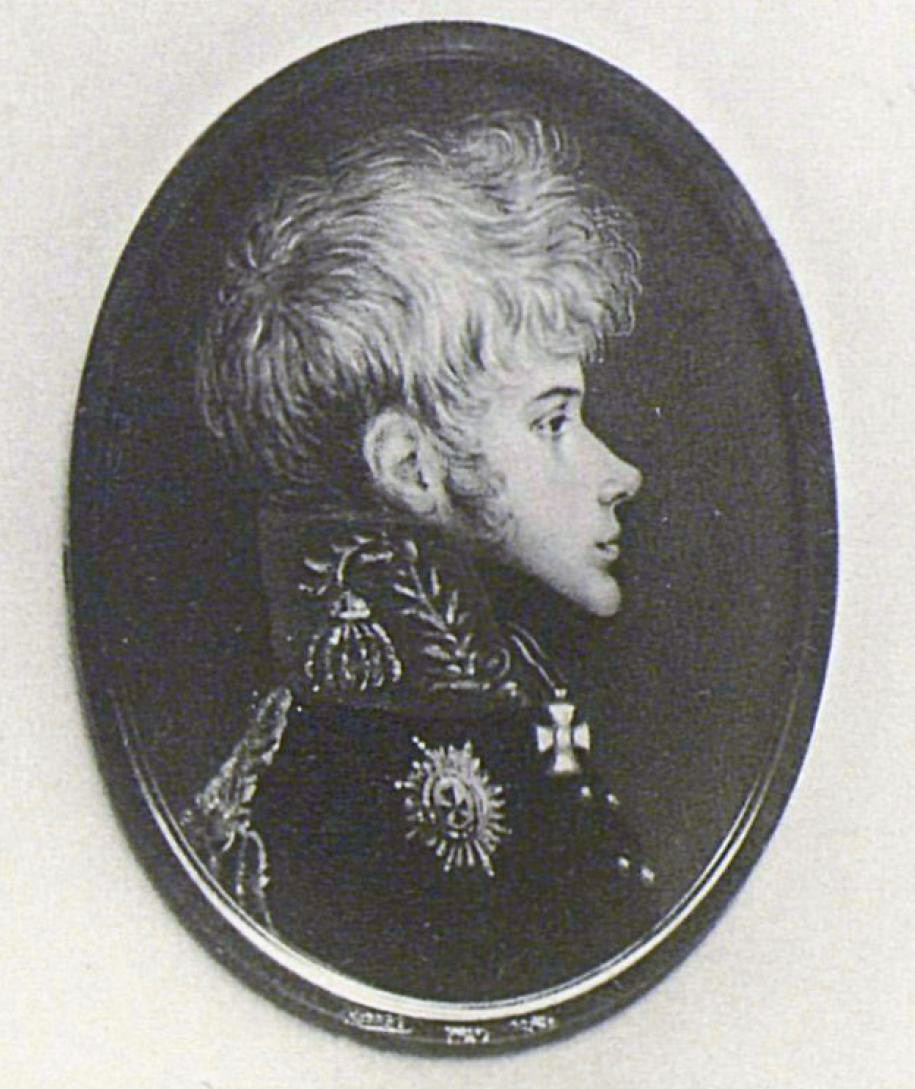
Михаил Долгоруков

В это же время Евдокия Ивановна встретила Михаила Петровича Долгорукова, флигель-адъютанта Александра I. Красивая наружность князя Михаила, острый ум, пылкое воображение и любезность в обхождении пленили молодую Голицыну. Она влюбилась и была верна своей сердечной привязанности к Долгорукову долгие годы.
Михаил Петрович отвечал взаимностью княгине Голицыной, и они прожили счастливо несколько лет. Для него Евдокия Ивановна просила развода у мужа, но князь Голицын его не давал. В 1808 году во время войны со Швецией князь Долгоруков был убит. Евдокия была безутешна. Много лет спустя она отплатила мужу, отказав ему в разводе, когда он задумал жениться на фрейлине А. О. Россет.
Война 1812 года с Наполеоном сделала княгиню Голицыну яркой патриоткой. Она занималась широкой благотворительностью, печатала брошюры высокомужественного содержания. Отстаивая всё русское, являлась на балы в русском сарафане и кокошнике, позднее объявила войну входящему в сельское хозяйство картофелю.

## Хозяйка салона
В 1816 году после возвращения из Европы княгиня Голицына становится хозяйкой Петербургского салона. В столице княгиню прозвали «Princesse Nocturne». Дело в том, что княгиня имела некоторые странности и, например, не принимала в своём салоне ранее десяти часов вечера. По рассказам, она боялась ночи, так как однажды известная гадалка Ленорман предсказала ей, что она умрёт ночью.

Днём Евдокия Ивановна спала, а к полуночи в доме её на Миллионной улице под № 30, а летом на даче её, на Неве, собирался избранный кружок её друзей. Салон Голицыной посещали все знаменитости того времени, как приезжие, так и отечественные. Среди них были А. С. Пушкин, В. А. Жуковский, Н. М. Карамзин, К. Н. Батюшков, князь П. А. Вяземский. Беседы у княгини отличались большой свободой и непринуждённостью. Хозяйка принимала своих гостей в одеяниях, напоминающих картины древнего Рима. Вот как говорит про неё князь П. А. Вяземский:
Княгиня Голицына была в своё время замечательная и своеобразная личность в петербургском обществе. Она была очень красива, и в красоте её выражалась своя особенность. Не знаю, какова была она в первой своей молодости, но и вторая, и третья молодость её пленяли какою-то свежестью и целомудрием девственности. Чёрные, выразительные глаза, густые тёмные волосы, падающие на плеча извилистыми локонами, южный матовый колорит лица, улыбка добродушная и грациозная: придайте к тому голос, произношение необыкновенно мягкое и благозвучное… вообще красота её отзывалась чем-то пластическим, напоминавшим древнее греческое изваяние. В ней ничто не обнаруживало обдуманной озабоченности, житейской женской изворотливости и суетливости. Напротив, в ней было что-то ясное, спокойное, скорее ленивое, бесстрастное.
После смерти Долгорукого доброе имя Евдокии Ивановны осталось безупречно неприкосновенным. Её независимость держалась в рамках строгой нравственности. Голицына на своём веку внушила несколько глубоких привязанностей. Среди её верных поклонников был Михаил Фёдорович Орлов. Орлов находил много общего с княгиней во взглядах на русскую историю, на роль народа в ней. Карамзин называл её Пифией, а Пушкин воспел её в стихах.

## А. С. Пушкин и княгиня Голицына

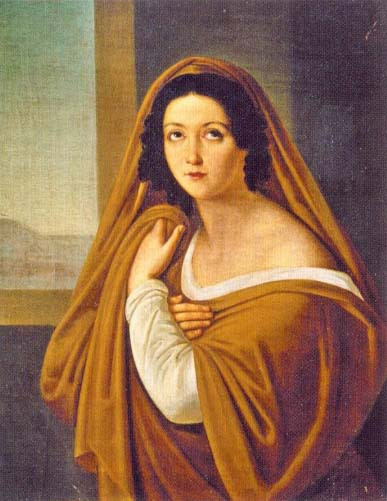
Портрет А. И. Голицыной. Художник А. Е. Егоров

В 1817—1820 годах молодой Пушкин часто посещал салон «Ночной княгини». Карамзин о пылкой страсти Пушкина писал следующее: «Поэт Пушкин у нас в доме смертельно влюбился в Пифию Голицыну и теперь уже проводит у неё вечера: лжет от любви, сердится от любви, только еще не пишет от любви…»
Известны три стихотворения Александра Сергеевича, обращённые к княгине Голицыной.
«К ***» :
Не спрашивай, зачем унылой думой

Среди любви я часто омрачен,

Зачем на все подъемлю взор угрюмый,

Зачем не мил мне сладкой жизни сон;

Не спрашивай, зачем душой остылой

Я разлюбил веселую любовь

И никого не называю милой:

Кто раз любил, уж не полюбит вновь;

Кто счастье знал, тот не узнает счастья,

На краткий миг блаженство нам дано:

От юности, от нег и сладострастья

Останется уныние одно.
Второе было приложено к оде «Вольность» в 1819 году:
Простой воспитанник природы,

Так я, бывало, воспевал

Мечту прекрасную свободы

И ею сладостно дышал.

Но вас я вижу, вам внимаю, —

И что же?.. Слабый человек!..

Свободу потеряв навек,

Неволю сердцем обожаю.
Третье «Краёв чужих неопытный любитель…»:
Краёв чужих неопытный любитель

И своего всегдашний обвинитель,

Я говорил: в отечестве моём

Где верный ум, где гений мы найдём?

Где гражданин с душою благородной,

Возвышенной и пламенно свободной?

Где женщина — не с хладной красотой,

Но с пламенной, пленительной, живой?

Где разговор найду непринуждённый,

Блистательный, весёлый, просвещённый?

С кем можно быть не хладным, не пустым?

Отечество почти я ненавидел -

Но я вчера Голицыну увидел

И примирён с отечеством моим.

## Последние годы
В последние годы своей жизни Евдокия Ивановна занялась высшей математикой и метафизикой, она дружила с выдающимися математиками и даже издала собственные сочинения по математике на французском языке — «совершенное сумасбродство», по отзыву А. Тургенева. Профессор математики академик В. Я. Буняковский, заметил:
Голицына барыня умная, но в сочинениях своих не обнаруживает, к сожалению, ничего математического.

В 1830-х годах Голицыну у князя В. Ф. Одоевского встретил В. В. Ленц и описал её так:
Старая и страшно безобразная, она носила всегда платья резких цветов, слыла учёной и, говорят, вела переписку с парижскими академиками по математическим вопросам. Мне она показалась просто скучным синим чулком.
В 1840-х годах Евдокия Ивановна уехала в Париж. Там она продолжала свои философско-математические занятия, увлекалась по-прежнему и литературой. А. И. Тургенев, посетивший Голицыну в 1844 году в Париже, сомневался в нормальности её умственных способностей, к тому же время сделало своё дело; оно не пощадило и её красоты, превратив «небесную» княгиню в «страшную» старуху. Под старость Евдокия Ивановна отличалась большой набожностью.

Скончалась княгиня Голицына 18 января 1850 года в Петербурге; была похоронена в Александро-Невской лавре в Духовской церкви. По её завещанию была сделана надпись на её могиле:
Прошу православных русских и проходящих здесь помолиться за рабу Божию, дабы услышал Господь мои теплые молитвы у престола Всевышнего, для сохранения духа русского.

## Образ в кино
В фильме 2025 года «Пророк. История Александра Пушкина» роль Голицыной исполнила Светлана Ходченкова.

## Сочинения
- Galitsina E. De l’analyse de la force / 1-ère partied u 1-er livre. — St.-Petersburg, 1835. (первое научное (математическое) сочинение, написанное российской женщиной[4])
- Galitsina E. De l’analyse de la force / 2-de partie. — St.-Petersburg, 1837.
- Galitsina E. De l’analyse de la force / 2 edition. — Paris, 1844; 1845.
- Galitsina E. A poetical fragment on partial gravitation. — London, 1846.
- Galitsina E. The analysis of force. — London, 1846.